# František Soukup (Politiker)

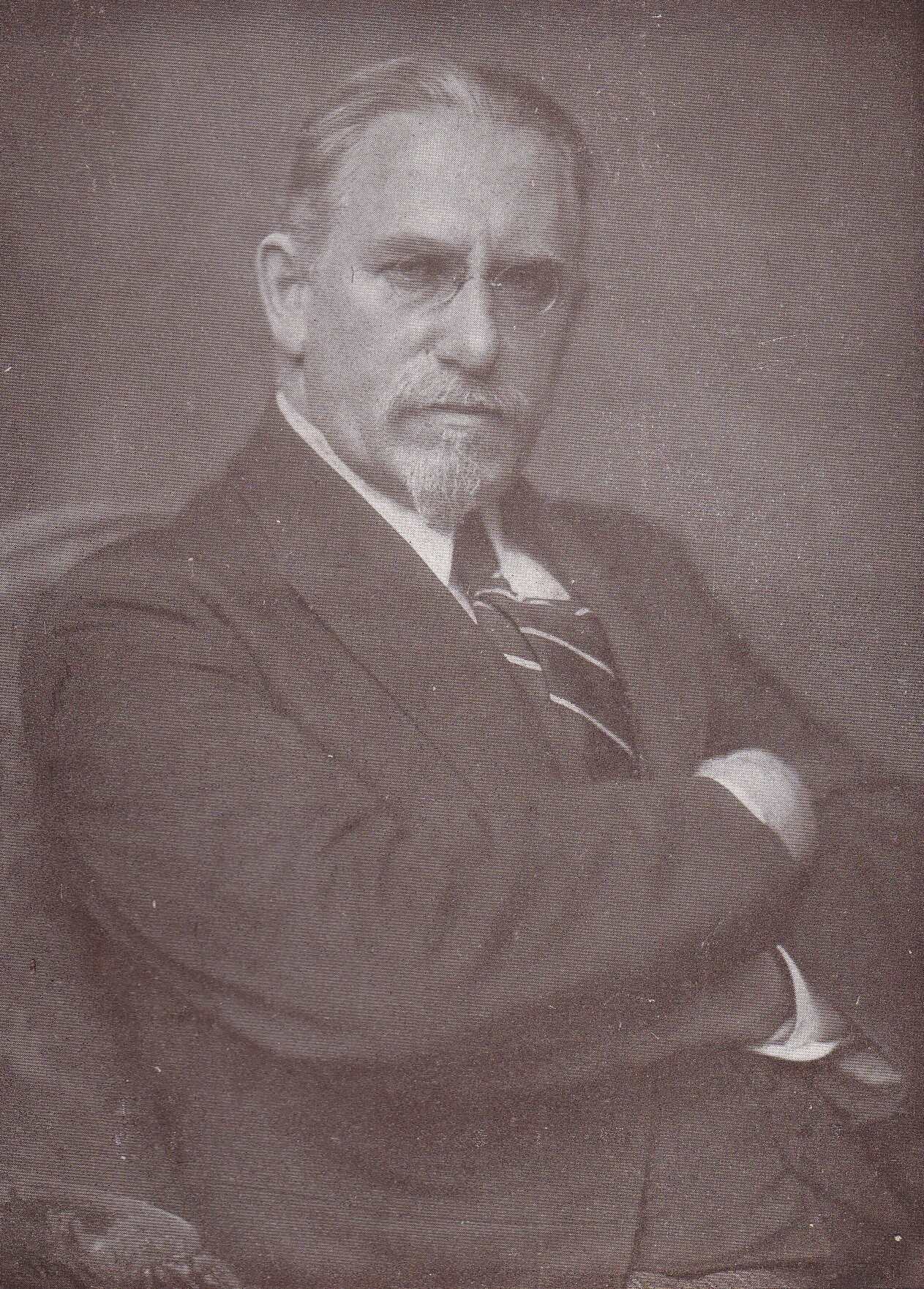
František Soukup

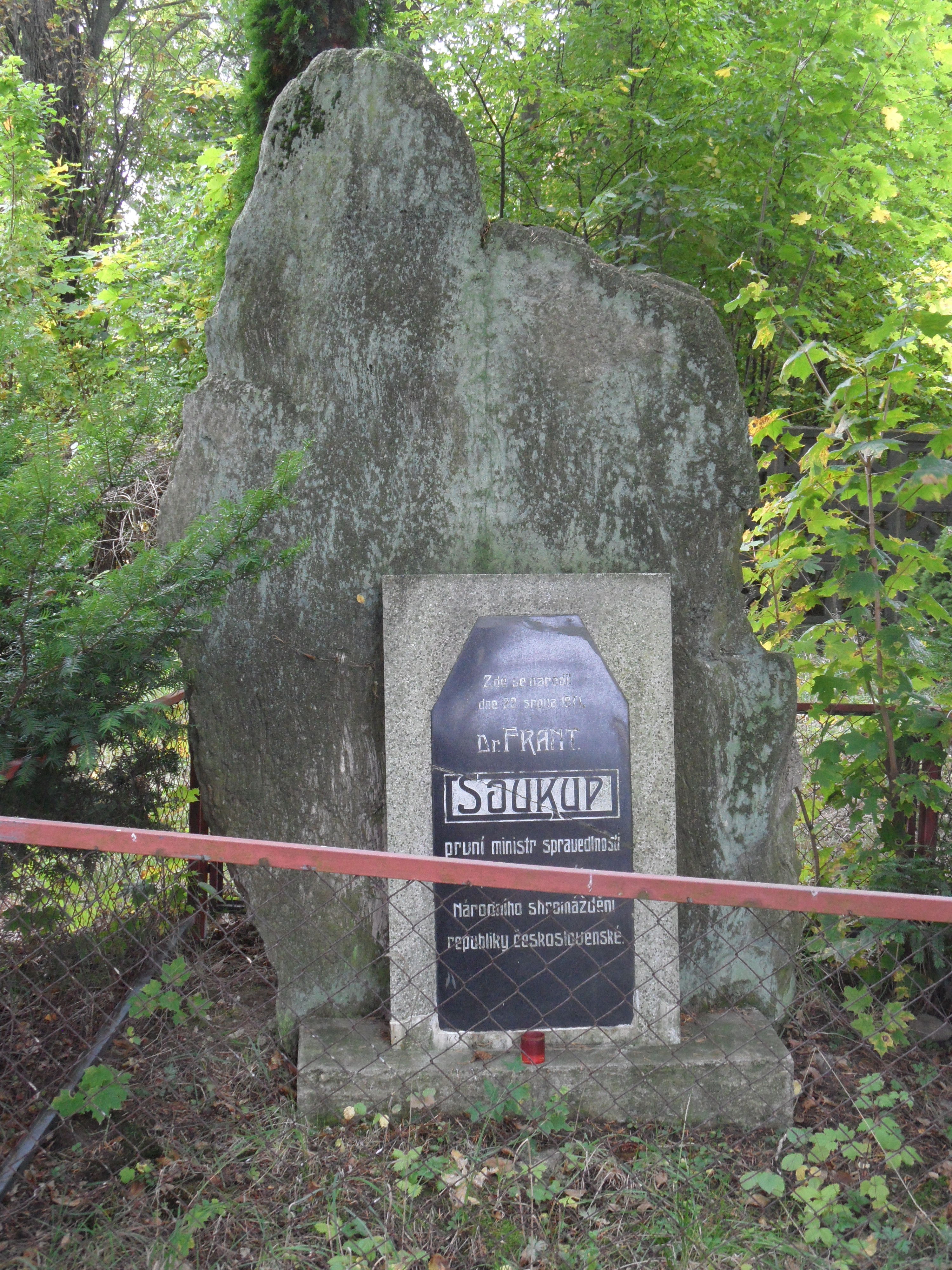
Grabmal von František Soukup auf dem Friedhof Kamenná Lhota

František Soukup, Pseudonym Radim, (* 22. August 1871 in Steinlhota; † 11. November 1940 in Prag) war ein tschechischer Politiker, Rechtsanwalt und Journalist. Er war Abgeordneter zum Österreichischen Abgeordnetenhaus, Justizminister der Tschechoslowakei und Präsident des Tschechoslowakischen Senates.

## Leben
Soukup wurde als Sohn eines Gastwirts geboren. Er studierte ab 1891 Rechtswissenschaften an der Tschechischen Universität Prag wurde jedoch wegen seiner politischen und journalistischen Aktivitäten für die tschechische Fortschrittsbewegung 1892 relegiert und musste sein Studium daher in der Folge zwischen 1895 und 1896 an der Universität Graz fortsetzen. Soukup promovierte 1899 an der Deutschen Universität Prag zum Dr. jur. und war ab 1900 als Rechtsanwalt in Prag tätig. Er leistete seinen Militärdienst bei der Sanitätstruppe in Wien und Bratislava ab.
Soukup beteiligte sich 1895 am Manifest der Česká moderna und war ursprünglich Mitglied der Jungtschechen. Er trat jedoch 1896 den Tschechischen Sozialdemokraten (Česká strana sociálně demokratická) bei und machte eine rasche innerparteiliche Karriere bis in die Parteiführung. Er vertrat die Tschechischen Sozialdemokraten ab 1905 im Tschechischen Nationalrat in Prag und war von 1908 bis 1938 zudem Vertreter der Tschechischen Sozialdemokraten im ständigen Büro der II. Internationale in Brüssel. Nach der Gründung der Parteizeitung „Právo lidu“ im Jahr 1897 war Soukup Redakteur des Parteiorgans und wirke mehrere Jahre auch als Parlamentsberichterstatter für diese Zeitung. Er wurde wiederholt wegen Pressevergehen bestraft. Soukup begründete die Arbeiter-Akademie in Prag und war in der Freidenkerbewegung aktiv. Er galt als Vertreter des nationalen, autonomistischen Flügels, wobei er sich stark im Wahlrechtskampf 1905 engagierte. Bei der Reichsratswahl 1907 trat er im Wahlbezirk Böhmen 6 an und konnte sich bereits im ersten Wahlgang durchsetzen. Bei der Reichsratswahl 1911 verlor er seinen Sitz in diesem Wahlbezirk hingegen mit 46 Prozent im ersten Wahlgang an den Kandidaten der Tschechischen national-sozialen Partei Jiří Stříbrný. Dafür konnte er sich bei der Nachwahl im Wahlbezirk Böhmen 35 durchsetzen und gehörte in der Folge zwischen 1913 und 1918 wieder dem Abgeordnetenhaus an.
Soukup wurde 1913 als erster Sozialdemokrat in die Prager Stadtverordnetenversammlung gewählt. Im November 1915 führte sein Versuch, Direktiven für den tschechischen Widerstand in seinen Mantelknöpfen nach Österreich zu schmuggeln zu seiner Verhaftung. Er war ab Juli 1918 Sekretär des Tschechoslowakischen Nationalausschusses und verhandelte im In- und Ausland über die politische Nachkriegsordnung. Er gehörte zu den fünf sogenannten „Männern des 28. Oktober“ (Alois Rašín, Antonín Švehla, František Soukup, Jiří Stříbrný und Vavro Šrobár) die am 28. Oktober 1918 in Prag die Gründung des selbstständigen Tschechoslowakischen Staates proklamierten und das Gesetz über die Errichtung des selbstständigen tschechoslowakischen Staates unterschrieben. Von November 1918 bis Juli 1919 bekleidete er im neuen Staat das Amt des Justizministers. Er war zudem von 1918 bis 1920 Mitglied und Vizepräsident der Revolutionären Nationalversammlung und war ab 1920 Mitglied sowie Vizepräsident des Tschechoslowakischen Senats. 1929 übernahm er das Amt des Präsidenten des Tschechoslowakischen Senats. Soukup wurde 1939 zwei Mal von der Gestapo verhaftet und verstarb an den Spätfolgen dieser Verhöre.